# تصفيات كأس آسيا 1980
بدأت مرحلة تصفيات كأس آسيا 1980 في ديسمبر 1978 بينما أقيمت مباريات التصفيات الأخرى في أوائل عام 1979. شارك ما مجموعه 18 فريقًا. تأهلت ثمانية فرق من أصحاب المركزين الأول والثاني في كل مجموعة إلى البطولة النهائية، لينضموا إلى المضيف الكويت وحامل اللقب إيران.

## المجموعات
| المجموعة 1                                                                       | المجموعة 2                                                                       | المجموعة 3                                                                                            | المجموعة 4 |
| -------------------------------------------------------------------------------- | -------------------------------------------------------------------------------- | --- | --- |
| البحرين · لبنان · باكستان * · اليمن الجنوبي * · سوريا · الإمارات العربية المتحدة | أفغانستان · بنغلاديش · الهند * · العراق * · الأردن * · نيبال * · قطر · السعودية* | بروناي * · بورما * · هونغ كونغ · إندونيسيا · ماليزيا · كوريا الشمالية · سنغافورة · سريلانكا · تايلاند | الصين · كمبوتشيا * · اليابان * · لاوس * · [[ملف:{{{flag alias-بلدي}}}\|23x15px\|border \|alt=\|link=]] ماكاو · الفلبين · كوريا الجنوبية · فيتنام * |

- نسحب *

- إيران تأهل كحامل للقب
- الكويت تأهل كمستضيف

## التصفيات

### المجموعة 1
| الفريق                   | لعب | ف | ت | خ | أ.له | أ.ع | أ.ف | نقاط | ت             |
| ------------------------ | --- | - | - | - | ---- | --- | --- | ---- | ------------- |
| سوريا                    | 2   | 1 | 1 | 0 | 1    | 0   | +1  | 3    | كأس آسيا 1980 |
| الإمارات العربية المتحدة | 2   | 0 | 2 | 0 | 0    | 0   | 0   | 2    | كأس آسيا 1980 |
| لبنان                    | 2   | 0 | 1 | 1 | 0    | 1   | −1  | 1    |               |
| البحرين                  | 0   | 0 | 0 | 0 | 0    | 0   | 0   | 0    | انسحب         |

 *أقيمت جميع المباريات في الإمارات العربية المتحدة.
| الإمارات العربية المتحدة | 0–0 | لبنان |
| ------------------------ | --- | ----- |
|                          |     |       |

| سوريا | 1–1 ألغيت | البحرين |
| ----- | --------- | ------- |
|       |           |         |

| الإمارات العربية المتحدة | 0–0 | سوريا |
| ------------------------ | --- | ----- |
|                          |     |       |

| لبنان | ألغيت | البحرين |
| ----- | ----- | ------- |
|       |       |         |

| سوريا    | 1–0 | لبنان                         |
| -------- | --- | ----------------------------- |
| قدور 21' |     | صالح 60' عبود 63' إ. رستم 70' |

| الإمارات العربية المتحدة | ألغيت | البحرين |
| ------------------------ | ----- | ------- |
|                          |       |         |

1. 1 2  في مباراة 17 نوفمبر بين سوريا والبحرين، منح الحكم ركلة جزاء للبحرين. دخل مدرب المنتخب السوري إلى الملعب وهدد الحكم الذي أوقف المباراة في الدقيقة 81. قررت اللجنة في البداية منح الفوز للبحرين بنتيجة 3-0، لكن سوريا هددت بالانسحاب؛ عدلت اللجنة قرارها بإعادة المباراة في 25 نوفمبر، لكن البحرين انسحبت بعد ذلك. تم إلغاء جميع المباريات التي شاركت فيها البحرين.[1]

### المجموعة 2
| الفريق    | لعب | ف | ت | خ | أ.له | أ.ع | أ.ف | نقاط | ت             |
| --------- | --- | - | - | - | ---- | --- | --- | ---- | ------------- |
| قطر       | 4   | 3 | 1 | 0 | 10   | 2   | +8  | 7    | كأس آسيا 1980 |
| بنغلاديش  | 4   | 1 | 2 | 1 | 7    | 8   | −1  | 4    | كأس آسيا 1980 |
| أفغانستان | 4   | 0 | 1 | 3 | 4    | 11  | −7  | 1    |               |

- أقيمت جميع المباريات في بنغلاديش. *كان العراق في الأصل ضمن هذه المجموعة لكنه انسحب قبل بدء التصفيات.[2]

| بنغلاديش      | 2–2 | أفغانستان           |
| ------------- | --- | ------------------- |
| حليم 34'، 48' |     | صفدري 11' هاشمي 25' |

| قطر                               | 3–0 | أفغانستان |
| --------------------------------- | --- | --------- |
| مطر 20' عنبر ?' (ركلة.) مفتاح 90' |     |           |

| بنغلاديش | 1–1 | قطر       |
| -------- | --- | --------- |
| محسن 23' |     | مفتاح 58' |

| بنغلاديش                          | 3–2   | أفغانستان             |
| --------------------------------- | ----- | --------------------- |
| تشونو 50' حليم 53' صلاح الدين 90' | تقرير | نجيب الله 5' صابر 61' |

| قطر                   | 3–0 | أفغانستان |
| --------------------- | --- | --------- |
| مطر 49'، 61' مفتاح ?' |     |           |

| بنغلاديش       | 1–3 | قطر                             |
| -------------- | --- | ------------------------------- |
| صلاح الدين 44' |     | مفتاح 11'، 51' مطر 21' غانم 78' |

### المجموعة 3
- أقيمت جميع المباريات في تايلاند.

مباريات التوزيع لتحديد المجموعات * سنغافورة حصل على إعفاء
| تايلاند                                             | 3–1 | إندونيسيا       |
| --------------------------------------------------- | --- | --------------- |
| دايود دارا 12' · ويتايا لاوهاكول 24' · مانوس ر. 35' |     | تيمو كابيسا 18' |

| ماليزيا | 3–1 | سريلانكا |
| ------- | --- | -------- |
|         |     |          |

| كوريا الشمالية | 3–0 | هونغ كونغ |
| -------------- | --- | --------- |
|                |     |           |

#### المجموعة 3أ
| الفريق         | لعب | ف | ت | خ | أ.له | أ.ع | أ.ف | نقاط | ت                      |
| -------------- | --- | - | - | - | ---- | --- | --- | ---- | ---------------------- |
| ماليزيا        | 2   | 1 | 1 | 0 | 5    | 2   | +3  | 3    | التأهل إلى نصف النهائي |
| كوريا الشمالية | 2   | 1 | 1 | 0 | 4    | 2   | +2  | 3    | التأهل إلى نصف النهائي |
| إندونيسيا      | 2   | 0 | 0 | 2 | 2    | 7   | −5  | 0    |                        |

| ماليزيا                                                           | 4–1 | إندونيسيا       |
| ----------------------------------------------------------------- | --- | --------------- |
| سانتوخ سينغ 35' · جيمس وونغ 51' · بكري إبني 55' · مختار دهاري 88' |     | إسودي إدريس 71' |

| كوريا الشمالية                            | 3–1 | إندونيسيا     |
| ----------------------------------------- | --- | ------------- |
| باك جونغ-هون 22'، 75' · هونج سونغ-نام 32' |     | أندي لالا 35' |

| ماليزيا | 1–1 | كوريا الشمالية |
| ------- | --- | -------------- |
|         |     |                |

#### المجموعة 3ب
| الفريق    | لعب | ف | ت | خ | أ.له | أ.ع | أ.ف | نقاط | ت                      |
| --------- | --- | - | - | - | ---- | --- | --- | ---- | ---------------------- |
| تايلاند   | 3   | 3 | 0 | 0 | 9    | 0   | +9  | 6    | التأهل إلى نصف النهائي |
| هونغ كونغ | 3   | 2 | 0 | 1 | 8    | 2   | +6  | 4    | التأهل إلى نصف النهائي |
| سريلانكا  | 3   | 1 | 0 | 2 | 4    | 9   | −5  | 2    |                        |
| سنغافورة  | 3   | 0 | 0 | 3 | 1    | 11  | −10 | 0    |                        |

| هونغ كونغ                    | 3–1   | سنغافورة          |
| ---------------------------- | ----- | ----------------- |
| تشونغ تشور واي 21'، 65'، 85' | تقرير | وونغ كوك تشوي 19' |

| تايلاند | 4–0 | سريلانكا |
| ------- | --- | -------- |
|         |     |          |

| هونغ كونغ                                                       | 5–0   | سريلانكا |
| --------------------------------------------------------------- | ----- | -------- |
| تشونغ تشور واي ?'، 50' · لاو وينغ ييب 23'، 27' · ديريك كوري 75' | تقرير |          |

| تايلاند                                                   | 4–0   | سنغافورة |
| --------------------------------------------------------- | ----- | -------- |
| ويثايا لاوهاكول 9'، 52'، 61' · جيسادابورن نا باتالونغ 43' | تقرير |          |

| سريلانكا                                  | 4–0   | سنغافورة |
| ----------------------------------------- | ----- | -------- |
| محمد زهير 20'، 35'، ?' · سوهان فرناندو ?' | تقرير |          |

| تايلاند | 1–0 | هونغ كونغ |
| ------- | --- | --------- |
|         |     |           |

#### نصف النهائي
| ماليزيا       | 0–0 | هونغ كونغ |
| ------------- | --- | --------- |
|               |     |           |
| ركلات الترجيح |     |           |
|               | 5–4 |           |

| تايلاند | 0–1 | كوريا الشمالية |
| ------- | --- | -------------- |
|         |     |                |

#### مباراة تحديد المركز الثالث
| تايلاند | 1–2 | هونغ كونغ |
| ------- | --- | --------- |
|         |     |           |

#### النهائي
| كوريا الشمالية | 1–0 | ماليزيا |
| -------------- | --- | ------- |
|                |     |         |

تأهل كوريا الشمالية  و ماليزيا إلى البطولة النهائية

### المجموعة 4
| الفريق                                                             | لعب | ف | ت | خ | أ.له | أ.ع | أ.ف | نقاط | ت             |
| ------------------------------------------------------------------ | --- | - | - | - | ---- | --- | --- | ---- | ------------- |
| كوريا الجنوبية                                                     | 3   | 3 | 0 | 0 | 10   | 1   | +9  | 6    | كأس آسيا 1980 |
| الصين                                                              | 3   | 2 | 0 | 1 | 5    | 2   | +3  | 4    | كأس آسيا 1980 |
| [[ملف:{{{flag alias-بلدي}}}\|23x15px\|border \|alt=\|link=]] ماكاو | 3   | 1 | 0 | 2 | 4    | 7   | −3  | 2    |               |
| الفلبين                                                            | 3   | 0 | 0 | 3 | 1    | 10  | −9  | 0    |               |

- أقيمت جميع المباريات في الفلبين.

| كوريا الجنوبية | 4–1 | [[ملف:{{{flag alias-بلدي}}}\|23x15px\|border \|alt=\|link=]] ماكاو |
| -------------- | --- | ------------------------------------------------------------------ |
|                |     |                                                                    |

| الفلبين | 0–3 | الصين |
| ------- | --- | ----- |
|         |     |       |

| الفلبين | 0–5 | كوريا الجنوبية |
| ------- | --- | -------------- |
|         |     |                |

| الصين | 2–1 | [[ملف:{{{flag alias-بلدي}}}\|23x15px\|border \|alt=\|link=]] ماكاو |
| ----- | --- | ------------------------------------------------------------------ |
|       |     |                                                                    |

| كوريا الجنوبية | 1–0 | الصين |
| -------------- | --- | ----- |
|                |     |       |

| الفلبين | 1–2 | [[ملف:{{{flag alias-بلدي}}}\|23x15px\|border \|alt=\|link=]] ماكاو |
| ------- | --- | ------------------------------------------------------------------ |
|         |     |                                                                    |

## الفرق المتأهلة
| الفريق                   | تأهل بصفته        | تاريخ التأهل   | المشاركات السابقة          |
| ------------------------ | ----------------- | -------------- | -------------------------- |
| الكويت                   | المستضيف          | غ/م            | 2 (1972، 1976)             |
| إيران                    | بطل كأس آسيا 1976 | 13 يونيو 1976  | 3 (1968، 1972، 1976)       |
| سوريا                    | متصدر المجموعة 1  | 22 نوفمبر 1979 | 0 (أول مرة)                |
| الإمارات العربية المتحدة | وصيف المجموعة 1   | 23 نوفمبر 1979 | 0 (أول مرة)                |
| قطر                      | متصدر المجموعة 2  | 15 يناير 1979  | 0 (أول مرة)                |
| بنغلاديش                 | وصيف المجموعة 2   | 16 يناير 1979  | 0 (أول مرة)                |
| كوريا الشمالية           | متصدر المجموعة 3  | 12 مايو 1979   | 0 (أول مرة)                |
| ماليزيا                  | وصيف المجموعة 3   | 11 مايو 1979   | 1 (1976)                   |
| كوريا الجنوبية           | متصدر المجموعة 4  | 29 ديسمبر 1978 | 4 (1956، 1960، 1964، 1972) |
| الصين                    | وصيف المجموعة 4   | 29 ديسمبر 1978 | 1 (1976)                   |

## الجدل
في مباراة 17 نوفمبر بين سوريا والبحرين، منح الحكم ركلة جزاء للبحرين. دخل مدرب المنتخب السوري إلى الملعب وهدد الحكم الذي أوقف المباراة في الدقيقة 81. قررت اللجنة في البداية منح الفوز للبحرين بنتيجة 3-0، لكن سوريا هددت بالانسحاب؛ عدلت اللجنة قرارها بإعادة المباراة في 25 نوفمبر، لكن البحرين انسحبت بعد ذلك. تم إلغاء جميع المباريات التي شاركت فيها البحرين.